# FA Cup 2011-2012
La FA Cup 2011-2012 è stata la 131ª edizione della competizione calcistica più antica del mondo. È iniziata il 20 agosto 2011 e si è conclusa il 5 maggio 2012 con la finale unica di Wembley tra il Chelsea e il Liverpool, vinta dai Blues di Roberto Di Matteo (terzo allenatore italiano di fila a vincere la prestigiosa competizione) con il risultato di 2-1.

## Primo turno
Le partite si sono giocate tra l'11 e il 13 novembre 2011. I replay si sono disputati il 22 e il 23.
| Squadra 1         | Risultato         | Squadra 2          |
| ----------------- | ----------------- | ------------------ |
| Cambridge Utd     | 2 - 2 2 - 1       | Wrexham            |
| Newport County    | 0 - 1             | Shrewsbury Town    |
| Brentford         | 1 - 0             | Basingstoke Town   |
| East Thurrock Utd | 0 - 3             | Macclesfield Town  |
| Hereford Utd      | 0 - 3             | Yeovil Town        |
| Bury              | 0 - 2             | Crawley Town       |
| Luton Town        | 1 - 0             | Northampton Town   |
| Swindon Town      | 4 - 1             | Huddersfield Town  |
| Redbridge         | 0 - 0 2 - 1 (dts) | Oxford City        |
| Bristol Rovers    | 3 - 1             | Corby Town         |
| Oldham Athletic   | 3 - 1             | Burton Albion      |
| Preston N.E.      | 0 - 0 0 - 1       | Southend Utd       |
| Dag & Red         | 1- 1 3 - 1 (dts)  | Bath City          |
| Hartlepool Utd    | 0 - 1             | Stevenage          |
| Blyth Spartans    | 0 - 2             | Gateshead          |
| Alfreton Town     | 0 - 4             | Carlisle Utd       |
| Chesterfield      | 1 - 3             | Torquay Utd        |
| Crewe Alexandra   | 1 - 4             | Colchester Utd     |
| Tranmere          | 0 - 1             | Cheltenham Town    |
| Chelmsford City   | 4 - 0             | Telford Utd        |
| Hinckley Utd      | 2 - 2 0 - 1       | Tamworth           |
| Exeter City       | 1 - 1 2 - 3 (dts) | Walsall            |
| Bradford City     | 1 - 0             | Rochdale           |
| Notts County      | 4 - 1             | Accrington Stanley |
| Port Vale         | 0 - 0 0 - 1 (dts) | Grimsby Town       |
| Sheffield Utd     | 3 - 0             | Oxford Utd         |
| Sutton Utd        | 1 - 0             | Kettering Town     |
| Bournemouth       | 3 - 3 2 - 3 (dts) | Gillingham         |
| MK Dons           | 6 - 0             | Nantwich Town      |
| AFC Totton        | 8 - 1             | Bradford PA        |
| Leyton Orient     | 3 - 0             | Bromley            |
| AFC Wimbledon     | 0 - 0 1 - 0       | Scunthorpe Utd     |
| Salisbury City    | 3 - 1             | Arlesey Town       |
| Maidenhead Utd    | 1 - 1 0 - 2       | Aldershot Town     |
| Fleetwood Town    | 2 - 0             | Wycombe            |
| Barrow            | 1 - 2             | Rotherham Utd      |
| Southport         | 1 - 2             | Barnet             |
| Plymouth          | 3 - 3 0 - 2       | Stourbridge        |
| Halifax Town      | 0 - 4             | Charlton           |
| Morecambe         | 1 - 2             | Sheffield Weds     |

## Secondo turno
Le partite si sono giocate tra il 3 e il 4 dicembre 2011. I replay si sono disputati il 13 e 14.
| Squadra 1       | Risultato               | Squadra 2         |
| --------------- | ----------------------- | ----------------- |
| Fleetwood Town  | 2 - 2 2 - 0             | Yeovil Town       |
| Salisbury City  | 0 - 0 3 - 2 (dts)       | Grimsby Town      |
| Stourbridge     | 0 - 3                   | Stevenage         |
| Sheffield Utd   | 3 - 2                   | Torquay Utd       |
| Colchester Utd  | 0 - 1                   | Swindon Town      |
| Chelmsford City | 1 - 1 0 - 1             | Macclesfield Town |
| Leyton Orient   | 0 - 1                   | Gillingham        |
| Crawley Town    | 5 - 0                   | Redbridge         |
| Luton Town      | 2 - 4                   | Cheltenham Town   |
| Brentford       | 0 - 1                   | Wrexham           |
| Bradford City   | 3 - 1                   | AFC Wimbledon     |
| Shrewsbury Town | 2 - 1                   | Rotherham Utd     |
| Dag & Red       | 1 – 1 0 – 0 (3 - 2 dcr) | Walsall           |
| Barnet          | 1 - 3                   | MK Dons           |
| Gateshead       | 1 - 2                   | Tamworth          |
| Sheffield Weds  | 1 - 0                   | Aldershot Town    |
| Southend Utd    | 1 - 1 0 - 1             | Oldham Athletic   |
| Charlton        | 2 - 0                   | Carlisle Utd      |
| AFC Totton      | 1 - 6                   | Bristol Rovers    |
| Sutton Utd      | 0 - 2                   | Notts County      |

## Terzo turno
Le partite si sono giocate tra il 6 e il 9 gennaio 2012, i replay si sono tenuti il 17 e il 18.
| Squadra 1         | Risultato               | Squadra 2       |
| ----------------- | ----------------------- | --------------- |
| Liverpool         | 5 – 1                   | Oldham Athletic |
| Birmingham City   | 0 – 0 1 – 0             | Wolverhampton   |
| Dag & Red         | 0 – 0 0 – 5             | Millwall        |
| Middlesbrough     | 1 – 0                   | Shrewsbury Town |
| Nottingham Forest | 0 – 0 0 – 4             | Leicester City  |
| Crawley Town      | 1 – 0                   | Bristol City    |
| Doncaster         | 0 – 2                   | Notts County    |
| Tottenham         | 3 – 0                   | Cheltenham Town |
| MK Dons           | 1 – 1 0 – 1             | QPR             |
| Hull City         | 3 – 1                   | Ipswich Town    |
| Coventry City     | 1 – 2                   | Southampton     |
| Brighton          | 1 – 1 1 – 1 (5 - 4 dcr) | Wrexham         |
| Fulham            | 4 – 0                   | Charlton        |
| Norwich City      | 4 – 1                   | Burnley         |
| Derby County      | 1 – 0                   | Crystal Palace  |
| Fleetwood Town    | 1 – 5                   | Blackpool       |
| Swindon Town      | 2 – 1                   | Wigan           |
| Barnsley          | 2 – 4                   | Swansea City    |
| Macclesfield Town | 2 – 2 0 – 2             | Bolton          |
| Newcastle Utd     | 2 – 1                   | Blackburn       |
| Everton           | 2 – 0                   | Tamworth        |
| Sheffield Utd     | 3 – 1                   | Salisbury City  |
| Gillingham        | 1 – 3                   | Stoke City      |
| Watford           | 4 – 2                   | Bradford City   |
| West Bromwich     | 4 – 2                   | Cardiff City    |
| Reading           | 0 – 1                   | Stevenage       |
| Bristol Rovers    | 0 – 3                   | Aston Villa     |
| Manchester City   | 2 – 3                   | Manchester Utd  |
| Sheffield Weds    | 1 – 0                   | West Ham Utd    |
| Chelsea           | 4 – 0                   | Portsmouth      |
| Peterborough Utd  | 0 – 2                   | Sunderland      |
| Arsenal           | 1 – 0                   | Leeds Utd       |

## Quarto turno
Le partite si sono giocate tra il 27 e il 29 gennaio 2012. I replay si sono disputati il 7 e 8 febbraio.
| Squadra 1      | Risultato         | Squadra 2       |
| -------------- | ----------------- | --------------- |
| Brighton       | 1 - 0             | Newcastle Utd   |
| Sunderland     | 1 - 1 2 - 1 (dts) | Middlesbrough   |
| Millwall       | 1 - 1 3 - 2       | Southampton     |
| Hull City      | 0 - 1             | Crawley Town    |
| QPR            | 0 - 1             | Chelsea         |
| West Bromwich  | 1 - 2             | Norwich City    |
| Blackpool      | 1 - 1 3 - 0       | Sheffield Weds  |
| Arsenal        | 3 - 2             | Aston Villa     |
| Stevenage      | 1 - 0             | Notts County    |
| Watford        | 0 - 1             | Tottenham       |
| Liverpool      | 2 - 1             | Manchester Utd  |
| Derby County   | 0 - 2             | Stoke City      |
| Everton        | 2 - 1             | Fulham          |
| Bolton         | 2 - 1             | Swansea City    |
| Sheffield Utd  | 0 - 4             | Birmingham City |
| Leicester City | 2 - 0             | Swindon Town    |

## Quinto turno
Le partite sono state disputate tra il 18 e il 19 febbraio 2012. I replay si sono disputati il 6 e il 7 marzo.
| Squadra 1    | Risultato   | Squadra 2       |
| ------------ | ----------- | --------------- |
| Chelsea      | 1 - 1 2 - 0 | Birmingham City |
| Everton      | 2 - 0       | Blackpool       |
| Norwich City | 1 - 2       | Leicester City  |
| Millwall     | 0 - 2       | Bolton          |
| Sunderland   | 2 - 0       | Arsenal         |
| Crawley Town | 0 - 2       | Stoke City      |
| Stevenage    | 0 - 0 1 - 3 | Tottenham       |
| Liverpool    | 6 - 1       | Brighton        |

## Sesto turno
| Squadra 1 | Risultato   | Squadra 2      |
| --------- | ----------- | -------------- |
| Everton   | 1 – 1 2 – 0 | Sunderland     |
| Tottenham | 1 – 1 3 – 1 | Bolton         |
| Chelsea   | 5 – 2       | Leicester City |
| Liverpool | 2 – 1       | Stoke City     |

| Arbitro: | Andre Marriner |

|            |           |              |
| Cahill 24’ | Marcatori | 12’ Bardsley |

| Arbitro: | Howard Webb |

|            |           |                |
| Walker 12’ | Marcatori | 6’ (aut.) Bale |

| Arbitro: | Lee Probert |

|                                                  |           |                           |
| Cahill 12’ Kalou 17’ Torres 67’ 85’ Meireles 90’ | Marcatori | 77’ Beckford 88’ Marshall |

| Arbitro: | Kevin Friend |

|                        |           |            |
| Suárez 23’ Downing 57’ | Marcatori | 26’ Crouch |

### Replay
| Arbitro: | Lee Probert |

|  |           |                                |
|  | Marcatori | 24’ Jelavić 57’ (aut.) Vaughan |

| Arbitro: | Howard Webb |

|                                |           |            |
| Nelsen 74’ Bale 77’ Saha 90+4’ | Marcatori | 90’ Davies |

## Semifinali
| Squadra 1 | Risultato | Squadra 2 |
| --------- | --------- | --------- |
| Liverpool | 2 – 1     | Everton   |
| Tottenham | 1 – 5     | Chelsea   |

| Arbitro: | Howard Webb |

|                        |           |             |
| Suárez 62’ Carroll 87’ | Marcatori | 24’ Jelavić |

| Arbitro: | Martin Atkinson |

|          |           |                                                           |
| Bale 56’ | Marcatori | 43’ Drogba 49’ Mata 77’ Ramires 81’ Lampard 90+4’ Malouda |

## Finale
| Londra 5 maggio 2012, ore 18:15 UTC+1                                | Liverpool | 1 – 2                  | Chelsea | Wembley Stadium (89.102 spett.) |
| \| \| \| \| \| Carroll 64’ \| Marcatori \| 11’ Ramires 52’ Drogba \| |           |                        |         |                                 |
|                                                                      |           |                        |         |                                 |
| Carroll 64’                                                          | Marcatori | 11’ Ramires 52’ Drogba |         |                                 |

| Liverpool | Chelsea |

|                |    |                  |  |     |
|                |    |                  |  |     |
| P              | 25 | Pepe Reina       |  |     |
| D              | 2  | Glen Johnson     |  |     |
| D              | 3  | José Enrique     |  |     |
| D              | 5  | Daniel Agger 44’ |  |     |
| D              | 37 | Martin Škrtel    |  |     |
| C              | 8  | Steven Gerrard   |  |     |
| C              | 14 | Jordan Henderson |  |     |
| C              | 19 | Stewart Downing  |  |     |
| C              | 20 | Jay Spearing     |  | 54’ |
| A              | 7  | Luis Suárez 81’  |  |     |
| C              | 39 | Craig Bellamy    |  | 76’ |
| Sostituzioni:  |    |                  |  |     |
| P              | 32 | Doni             |  |     |
| D              | 23 | Jamie Carragher  |  |     |
| D              | 34 | Martin Kelly     |  |     |
| C              | 11 | Maxi Rodríguez   |  |     |
| C              | 33 | Jonjo Shelvey    |  |     |
| A              | 9  | Andy Carroll     |  | 54’ |
| C              | 18 | Dirk Kuyt        |  | 76’ |
| Allenatore:    |    |                  |  |     |
| Kenny Dalglish |    |                  |  |     |

|                   |    |                    |  |     |
|                   |    |                    |  |     |
| P                 | 1  | Petr Čech          |  |     |
| D                 | 2  | Branislav Ivanović |  |     |
| D                 | 3  | Ashley Cole        |  |     |
| D                 | 17 | José Bosingwa      |  |     |
| D                 | 26 | John Terry         |  |     |
| C                 | 7  | Ramires            |  | 75’ |
| C                 | 8  | Frank Lampard      |  |     |
| C                 | 12 | John Obi Mikel 36’ |  |     |
| C                 | 10 | Juan Manuel Mata   |  | 90’ |
| A                 | 11 | Didier Drogba      |  |     |
| C                 | 21 | Salomon Kalou      |  |     |
| Sostituzioni:     |    |                    |  |     |
| P                 | 22 | Ross Turnbull      |  |     |
| D                 | 19 | Paulo Ferreira     |  |     |
| C                 | 5  | Michael Essien     |  |     |
| C                 | 15 | Florent Malouda    |  | 90’ |
| C                 | 16 | Raul Meireles      |  | 75’ |
| A                 | 9  | Fernando Torres    |  |     |
| A                 | 23 | Daniel Sturridge   |  |     |
| Allenatore:       |    |                    |  |     |
| Roberto Di Matteo |    |                    |  |     |